# 明天
明日，又稱明天，泛指今日之後的一整日，是未來的一部分。「明日」原本僅指「明日日出至日落的時段」，而「明日夜晚」則概稱為「明晚」。
“明”字分拆是“日”和“月”。意思就是看到一次太阳和一次月亮，然后到达明日。

## 相關作品
- 《明日歌》錢鶴灘 明